# Національна галерея Вірменії

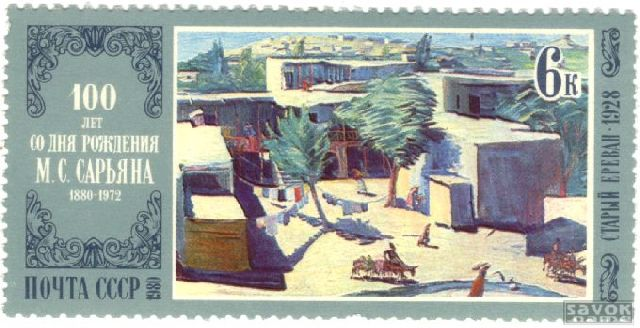
М. Сарьян. Картина «Старий Єреван» на поштовій марці, 1980

Національна галерея Вірменії (вірм. Հայաստանի Ազգային Պատկերասրահ) — головний музей образотворчих мистецтв Вірменії. Галерея була заснована в 1921 р. і є частиною Музейного комплексу на площі Республіки в місті Єревані. Картинна галерея займає верхні поверхи комплексу з третього по восьмий, а нижні два поверхи будівлі займає Національний історичний музей Вірменії.
Становлення і зміцнення державності Вірменії в 1920-ті роки відбилося в заснуванні багатьох інститутів, що вже мали місце в інших державах. В Єревані заснували Державний університет, Публічну бібліотеку, художнє училище, Комітет по охороні пам'яток культури тощо. Значущість нації з великою і стародавньою культурою якраз і підкреслили створення Комітету по охороні пам'яток культури, Вірменського драматичного театра і Державної картинної галереї. Відомий художник Мартирос Сар'ян працював над створенням Гербу нової держави і зробив ескіз театральної завіси для Вірменського драматичного театру.

## Загальна характеристика
Державна картинна галерея Вірменії є найбільшою у світі колекцією вірменського образотворчого мистецтва&nbsp. У музеї представлена найповніша колекція картин Айвазовського. У фондах Картинної галереї Вірменії зберігається понад 20 тис. творів мистецтва, фонд західноєвропейського відділу має в своєму розпорядженні понад 350 полотен і малюнків. Тут також зберігаються полотна таких відомих західноєвропейських майстрів, як Шагал, Рубенс, Курбе, Кандинський та ін; знаменитих російських художників — Рєпіна, Брюллова, Сурикова, Петрова-Водкіна, Серова Валентина та ін, а також західно-вірменських живописців — Гарзу, Фетваджяна, Оракяна і багатьох інших.

## Історія формування колекції

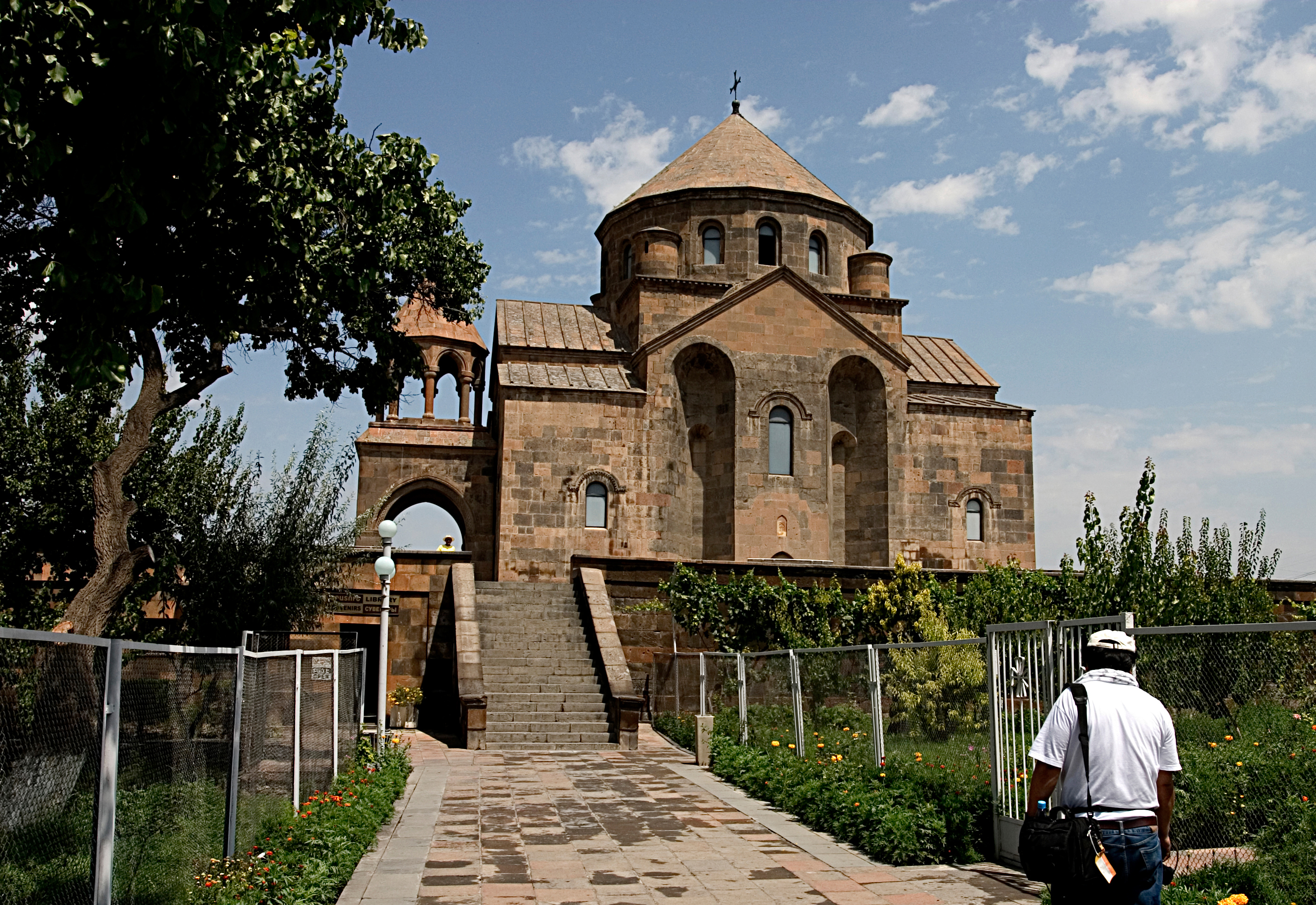
Ечміадзін. Церква Св. Ріпсіме.

Колекція галереї мала декілька джерел для поповнення своїх фондів. Вірменам було дозволено забрати значущі твори мистецтва з вірменських церков, розкиданих по багатьох містах колишньої Російської імперії. Так у Єреван вивезли релігійну композицію Ван Дейка «Зняття Христа з хреста» з вірменської церкви міста Астрахань.
Цінна колекція творів вірменських і російських майстрів пензля отримана з Будинку культури Вірменії в Москві (заснованого ще у 1918 р. в приміщенні колишнього Лазаревського інституту східних мов). Лазареви — багата вірменська родина, що заснувала інститут ще у 18 столітті і мала збірку творів вірменських і російських майстрів).
Частку творів віддали з фондосховищ вже ДержавногоЕрмітажа, Російського музею в Петербурзі, Третьяковської галереї в Москві.
Надзвичайно цінними були твори художників-вірмен і вірмен-колекціонерів, що вимушено жили в різних країнах світу, але дарували твори чи продавали їх в новостворену галерею Єревана. Ця славна традиція існуватиме декілька десятиліть. Так, «Портрет дівчини француженки» Курбе галерея придбала у скульптора Єрванда Кочара, який придбав цей ескіз в Парижі в часи свого навчання там. Художник графік Едгар Шаїн (1874–1947) передав галереї 170 своїх офортів.
Галерея отримала також картини 19 століття з музею при Патріахаті Ечміадзін.

## Копії фресок

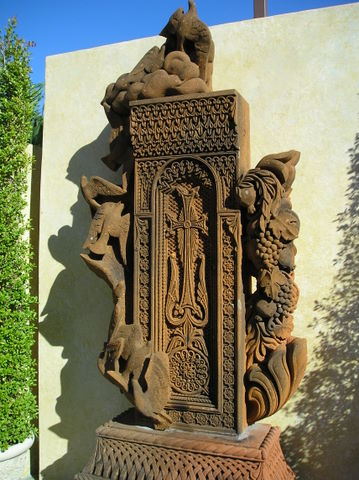
Вірменський меморіал у вигляді хачкара на честь загиблих від геноциду 1915 року.

Вірменію як державу просто роздирали сусідні загарбники впродовж декількох століть. Тому багато витворів мистецтва розсіяно по далеким монастирям, у важко доступних місцинах, розпорошено по всьому світу. Аби дати уяву про видатні пам'ятки мистецтва, в галереї пішли шляхом копіювання визначних зразків — фресок, мініатюр середньовіччя тощо. До надзвичайно складної роботи вдалося залучити Л. А. Дурново, наукового співробітника Російського музею в Петербурзі. Вона разом з помічниками-вірменами зробила багато копій фресок 6 −14 століть в Аручі, Лмбаті, Татеві, Ахпаті, Ахталі, а також копії мініатюр з рукописів та стародавніх вірменських набойкових тканин.

## Культура Вірменії-світове надбання
Мав місце і зворотний процес. Аби давати уяву про видатні зразки культури Вірменії, уряд новоствореної держави ухвалив рішення передати декілька зразків культури супермузею СРСР — Державному Ермітажу. Туди передали для експонування кам'яну капітель з античного храму в Гарні, дві дерев'яні різьблені капітелі 9 століття з Севанського монастиря, рукопис 14 ст. з мініатюрами видатного художника Саркіса Тацика, декілька середньовічних надгробків — хачкарів, дублети-офорти вірмена з Франції — Едгара Шаіна.

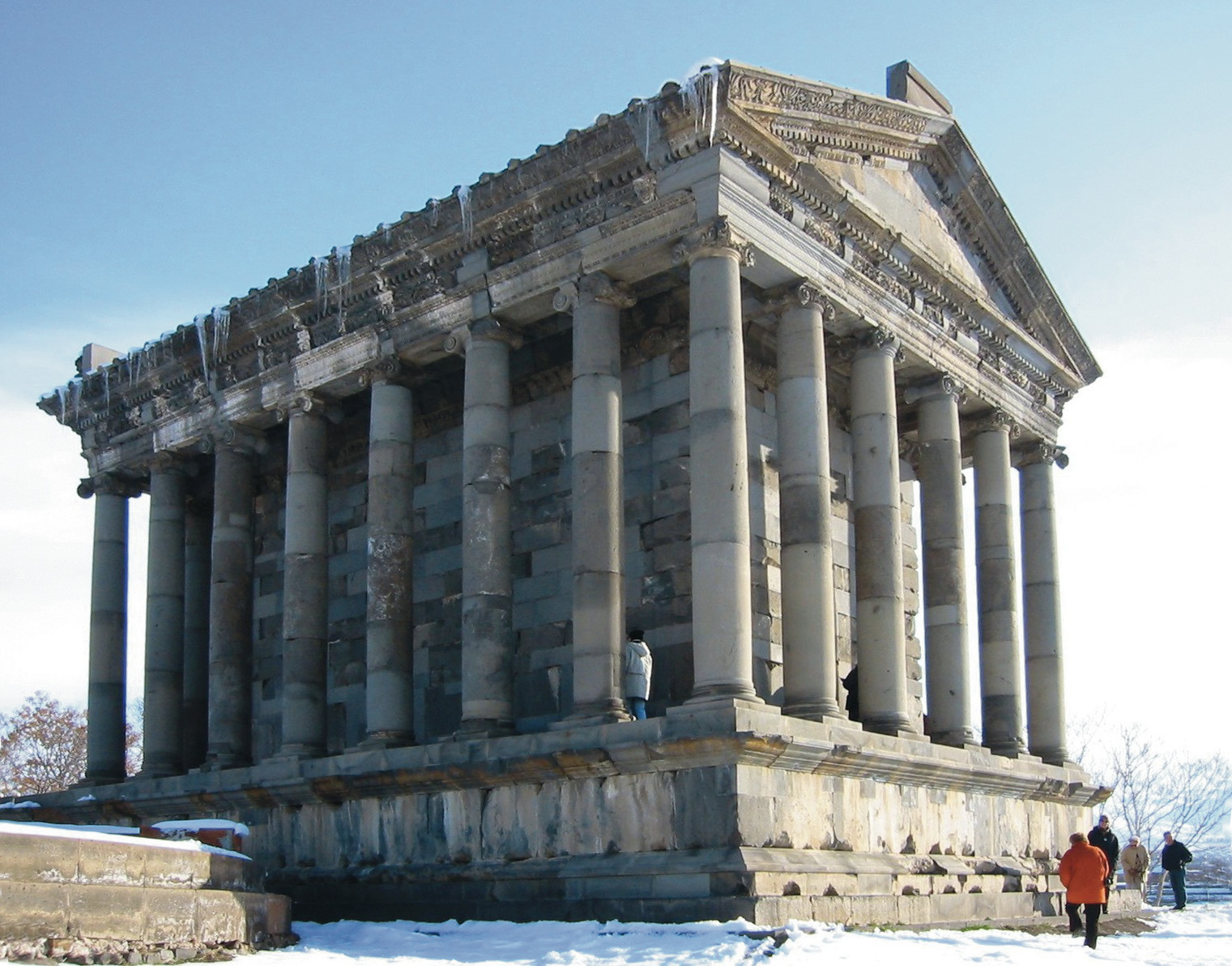
Античний храм в Гарні
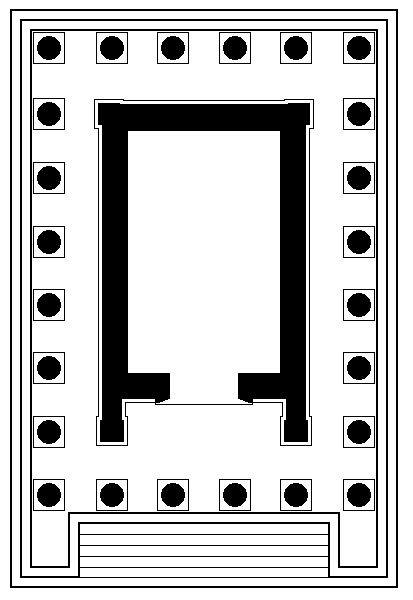
Поземний план храму в Гарні
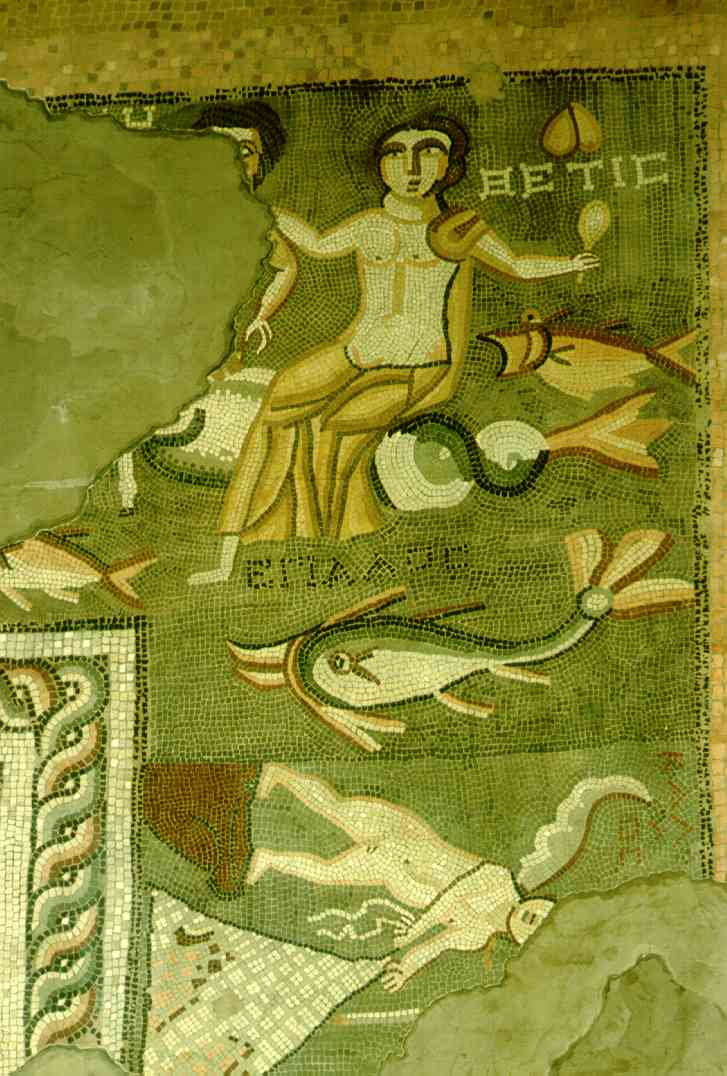
Мозаїка в Гарні
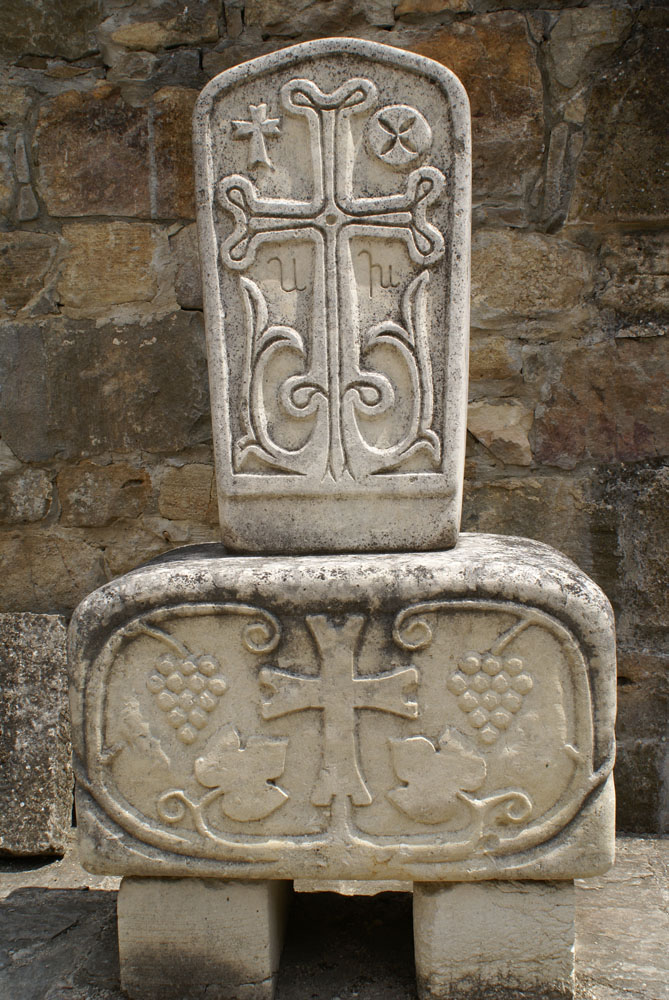
Хачкар в монастирі Сурб-Хач. Крим, Україна.

## Західноєвпорейський відділ галереї
- Мистецтво Італії в галереї.

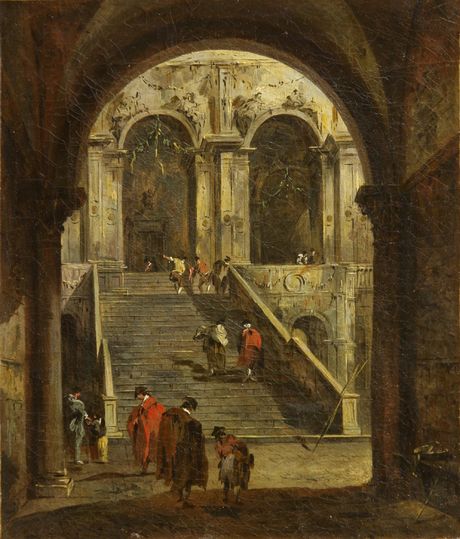
Франческо Гварді. «Венеційський дворик».

Серед оригіналів італійських майстрів галерея має Якопо Тінторетто («Аполлон і Марсій»), Гарофало («Мадонна з немовлям»), Гверчіно (портрет сенатора Барджеллі), Себастьяно Річчі («Поклоніння пастухів»), Помпео Батоні («Алегорія»), майстерня Бассано («Милосердний самаритянин»), коло Сандро Боттічеллі («Різдво Христово») тощо.
Інтернаціональне мистецтво бароко представляє оригінал утрехтського караваджиста Матіаса Стомера.
В італійському відділі галереї слід відзначити «портрет Ніколо Куччі» доби бароко пензля Бернардо Строцці (1581–1644). Художник сам добре оцінював і знайомство з венеційцем-патрицієм, і свій портрет, бо поставив свій підпис і дату створення портрета, що було рідкістю. 
- Мистецтво Франції.

Головну ланку займають картини 19 століття. А 18 століття представляє твір Фрагонара (1732–1806) "Рінальдо і Арміда". Серед майстрів Франції 19 століття — картини Теодора Руссо, Ежена Будена, Діаза де ла Пенья, Адольфа Монтічеллі, Гюстава Курбе.
- Поодинокими творами представлені майстри Фландрії 17 століття, Голландії, Німеччини, США тощо.

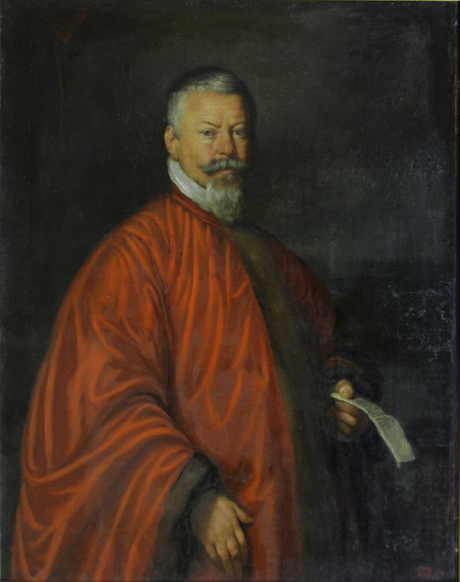
Бернардо Строцці. «Портрет Ніколо Куччі»
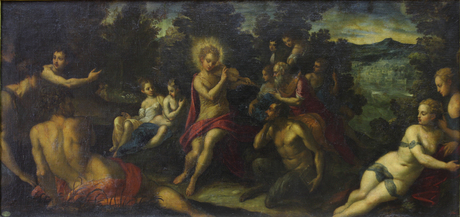
Тінторетто. «Музичне змагання Аполлона та Марсія»
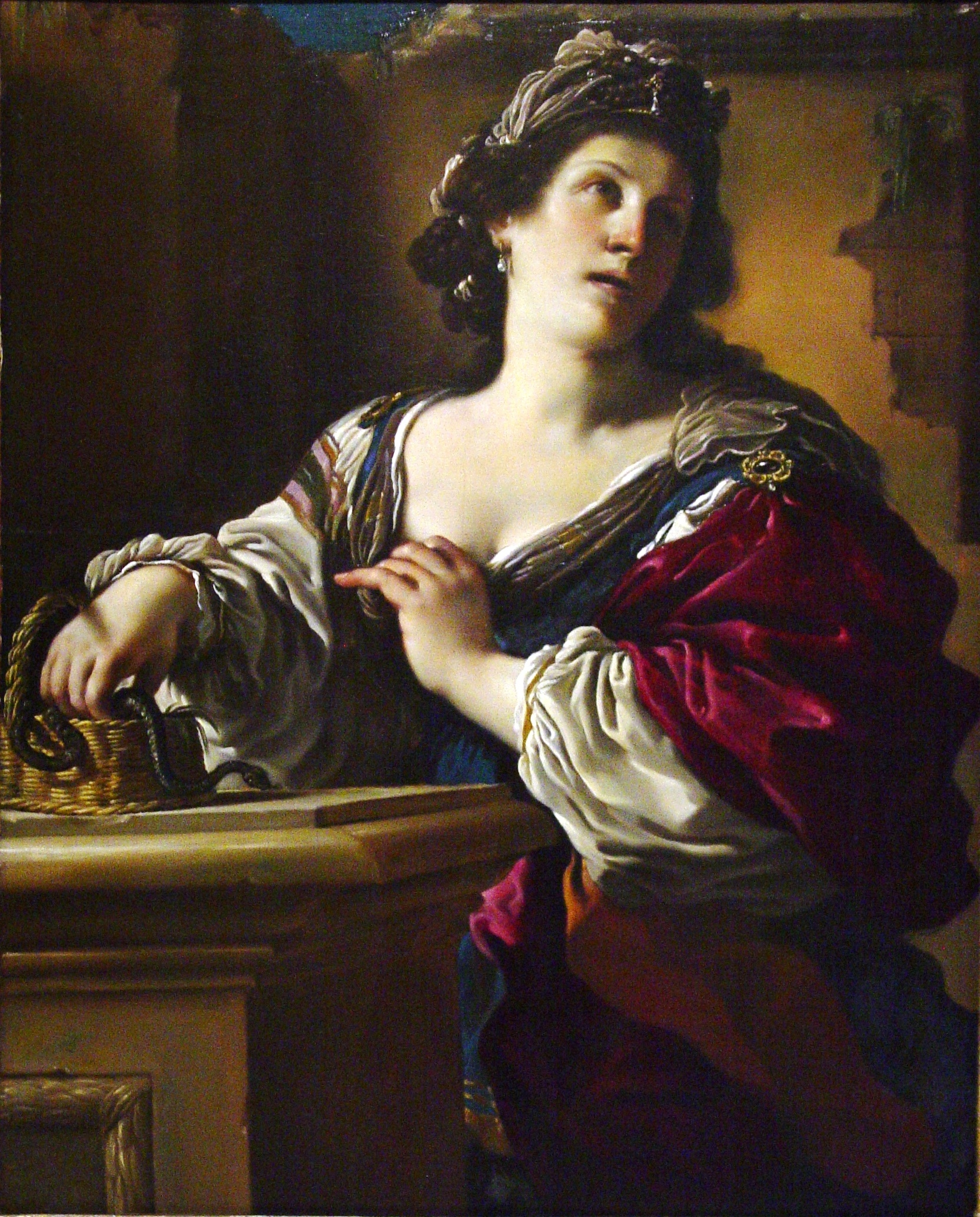
Гверчіно, «Смерть Клеопатри»
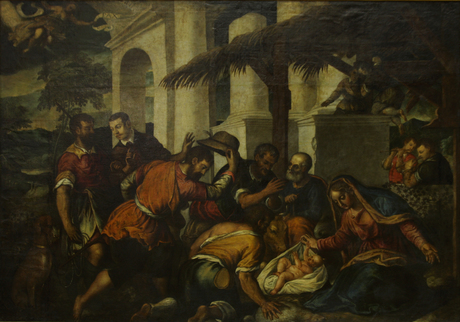
Якопо Бассано, «Поклоніння пастухів немовляті Христу»
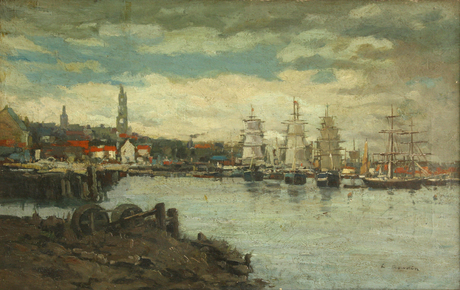
Ежен Буден. «Морський порт»
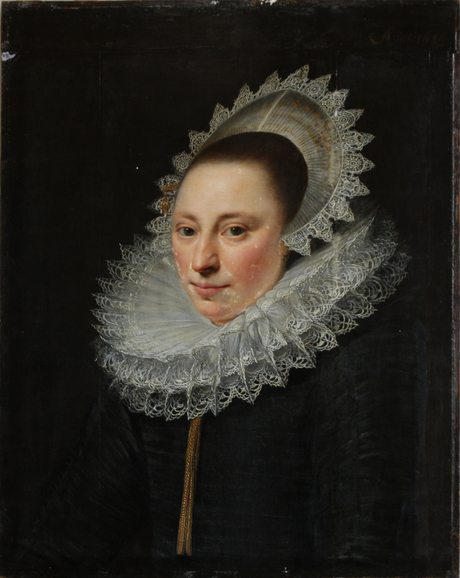
Анонім 17 ст. «Невідома пані»
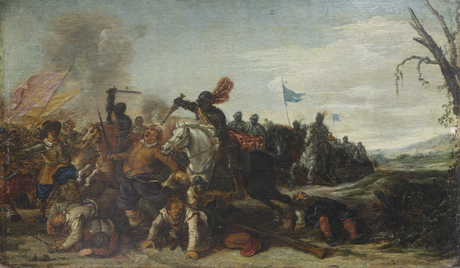
Есайя ван де Велде. «Баталія»
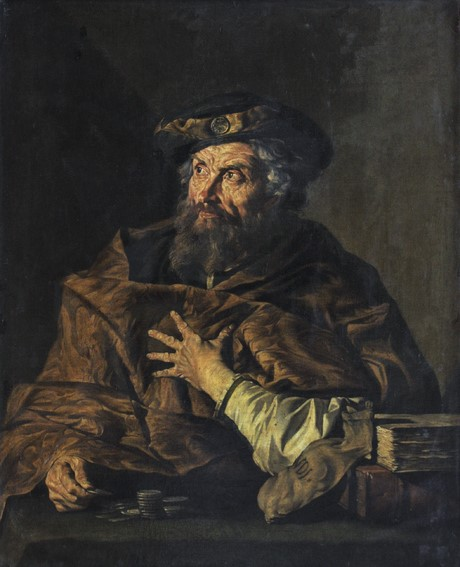
Матіас Стомер. «Лихварь»
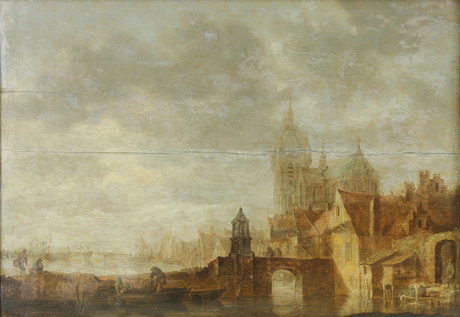
Ян ван Гойєн. «Краєвид міста Дордрехт»
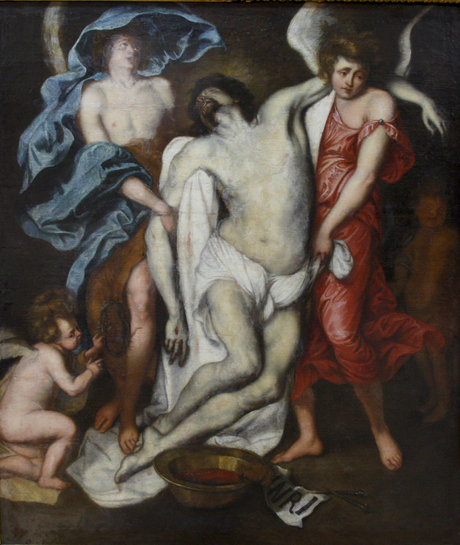
Антоніс ван Дейк. Христос і два янголи.

## Художники Російської імперії
- Костянтин Коровін «Сарай»

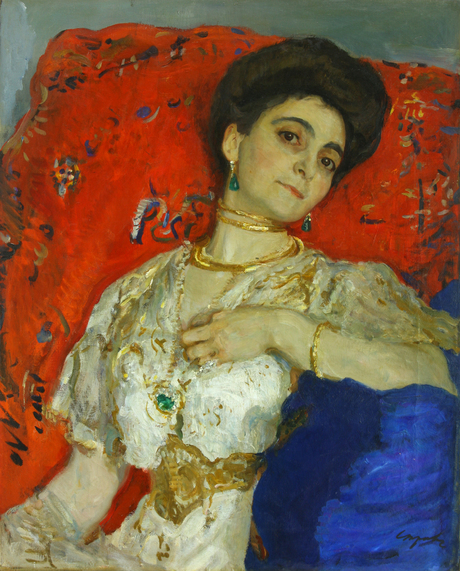
Сєров Валентин Олександрович. Портрет М. Н. Акімової.

- Михайло Нєстєров «Портрет сина в іспанському костюмі»
- Серов Валентин «Портрет М. Акімової»
- Філіп Малявін «Російська жінка»
- Ілля Машков «Натюрморт з рибами»
- Щєдрін
- Брюллов
- Рєпін
- Суриков

## Художники Вірменії
Головним завданням для галереї було створення репрезентативної, показової колекції творів художників-вірмен, де б вони не мешкали. Тому картини, графіку, скульптуру збирали по всьому світу. Адже в бідному Єревані не було приватних галерей чи музеїв, які б стали базою, підмурком для новоствореної галереї. Портрети пензля  Хакоба Ховнатаньяна (Мкртумовича), написані в 1 половині 19 ст., придбали в Тбілісі. Знайшли картини засновника історичного живопису Вірменії — Вардгеса Суреньянца (1860–1921), як і картини Айвазяна (відомішого під російським прізвищем Айвазовський). Скульптури Акопа Гюрджяна галереї передала його удова.

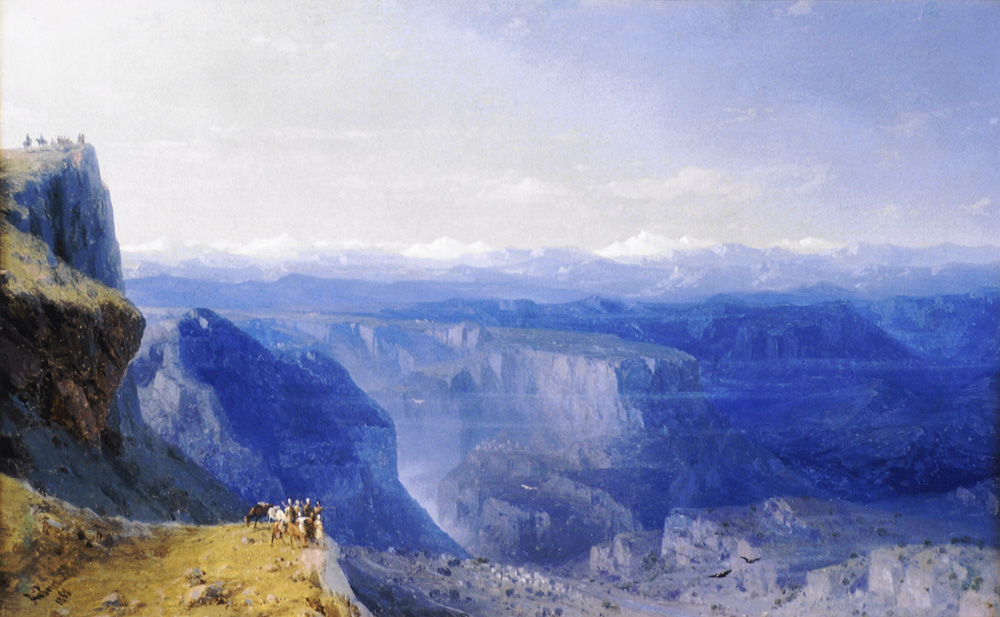
Айвазовський, «Кавказ».
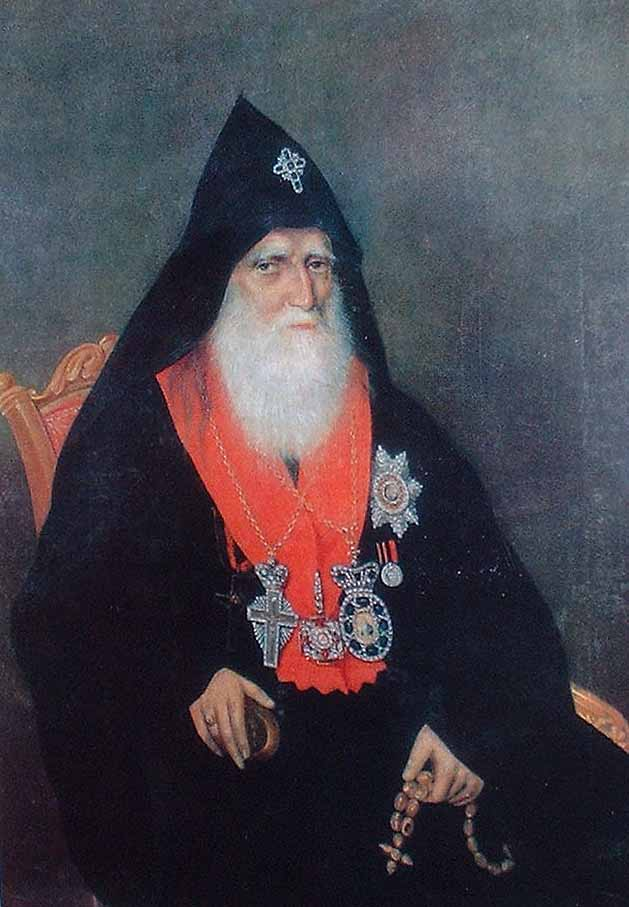
Хакоб Ховнатаньян (Мкртумович), портрет Нерсеса Аштаракеци
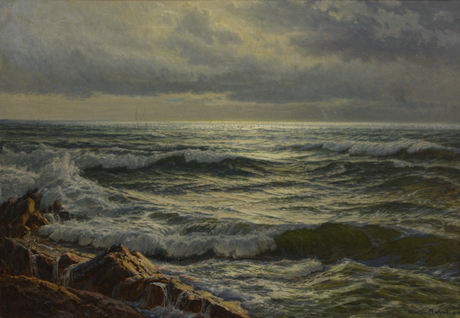
В. Махохян, «Океан», 1918–1920
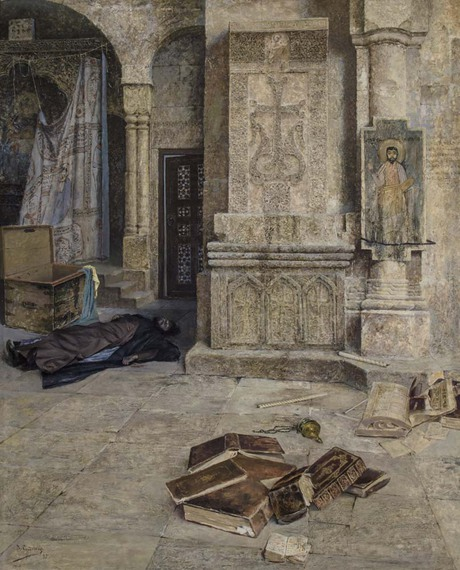
В. Суренянц, «Сплюндрована святиня», 1895

## Філіали
Єреван:
- Будинок-музей Акопа Коджояна і Ара Сарксяна
- Музей-майстерня Геворга Григоряна

Ечміадзин:
- Ечміадзинська галерея
- Музей Мгера Абегяна

Інші населені пункти:
- Разданська галерея, Раздан (тимчасово зачинена);
- Мартунинська галерея, Мартуні
- Єхегнадзорська галерея, Єхегнадзор;
- Галерея імені Г. Буніатяна, Гавар;
- Джермукська галерея, Джермук;
- Музей Мінаса Аветисяна, с. Джаджур;
- Сісіанська галерея, Сісіан.